# Quay Co-op
 (mars 2024).
La mise en forme du texte ne suit pas les recommandations de Wikipédia : il faut le « wikifier ».
Les points d'amélioration suivants sont les cas les plus fréquents. Le détail des points à revoir est peut-être précisé sur la page de discussion.
- Les titres sont pré-formatés par le logiciel. Ils ne sont ni en capitales, ni en gras.
- Le texte ne doit pas être écrit en capitales (les noms de famille non plus), ni en gras, ni en italique, ni en « petit »…
- Le gras n'est utilisé que pour surligner le titre de l'article dans l'introduction, une seule fois.
- L'italique est rarement utilisé : mots en langue étrangère, titres d'œuvres, noms de bateaux, etc.
- Les citations ne sont pas en italique mais en corps de texte normal. Elles sont entourées par des guillemets français : « et ».
- Les listes à puces sont à éviter, des paragraphes rédigés étant largement préférés. Les tableaux sont à réserver à la présentation de données structurées (résultats, etc.).
- Les appels de note de bas de page (petits chiffres en exposant, introduits par l'outil «  Source ») sont à placer entre la fin de phrase et le point final[comme ça].
- Les liens internes (vers d'autres articles de Wikipédia) sont à choisir avec parcimonie. Créez des liens vers des articles approfondissant le sujet. Les termes génériques sans rapport avec le sujet sont à éviter, ainsi que les répétitions de liens vers un même terme.
- Les liens externes sont à placer uniquement dans une section « Liens externes », à la fin de l'article. Ces liens sont à choisir avec parcimonie suivant les règles définies. Si un lien sert de source à l'article, son insertion dans le texte est à faire par les notes de bas de page.
- La présentation des références doit suivre les conventions bibliographiques. Il est recommandé d'utiliser les modèles {{Ouvrage}}, {{Chapitre}}, {{Article}}, {{Lien web}} et/ou {{Bibliographie}}. Le mode d'édition visuel peut mettre en forme automatiquement les références.
- Insérer une infobox (cadre d'informations à droite) n'est pas obligatoire pour parachever la mise en page.

Pour une aide détaillée, merci de consulter Aide:Wikification.
Si vous pensez que ces points ont été résolus, vous pouvez retirer ce bandeau et améliorer la mise en forme d'un autre article.
Quay Co-operative (Cork) Limited, utilisant plutôt le nom de Quay Co-op, est une coopérative de travailleurs exploitant un certain nombre de magasins vendant des aliments complets bios et végétariens, des coffee docks et un restaurant dans la ville et le comté de Cork.

## Histoire
La Quay Co-op fut créée par un groupe de militants entre autres féministes, écologistes, lesbiens et gays pour la justice sociale dans les années 1980 qui ont ouvert un centre de ressources alternatif et un espace communautaire dans la ville de Cork, en république d'Irlande. Elle a été créée à l'origine comme une coopérative communautaire bien qu'elle compte un plus grand nombre de membres et fonctionne sur une base bénévole.
À mesure que le centre commençait à développer d'autres activités comme un club d'achat d'aliments complets ou encore un restaurant, la coopérative a commencé à exiger un plus grand engagement de la part des membres à fournir leur travail comme condition d'adhésion. Cette exigence a eu pour conséquence une réduction du nombre de membres de la coopérative, passant d'une centaine à environ 40 personnes. Quand les activités de la coopérative sont devenues plus complexes et formalisées, elle est passée d'un modèle de propriété communautaire à un modèle de propriété des travailleurs.
Les années 90 étant une période difficile pour la coopérative, elle avait besoin de capitaux pour continuer à fonctionner. Ainsi, investir dans son capital est devenu une condition d'adhésion continue. Les 16 membres qui ont investi sont devenus le noyau des membres qui sont restés jusqu'aux années 2020.

## Activités
La Quay Co-op exploite son magasin phare d'aliments complets végétariens à Sullivan's Quay à Cork, sa ville d'origine, aux côtés d'un restaurant végétarien primé appartenant lui aussi à la coopérative.
La coopérative à aussi deux autres magasins d'aliments complets dans les villes de Carrigaline et Ballincollig, toutes deux dans le comté de Cork.